# Valentin Kinscherf
Valentin Kinscherf (* 17. November 1793 in Birkenau; † 3. September 1857 ebenda) war ein hessischer Landtagsabgeordneter.
Valentin Kinscherf, der katholischer Konfession war, war ein Sohn des Müllermeisters und Gerichtsverwandten Johann Georg Kinscherf (1763–1808) und dessen Ehefrau M. Margaretha Heinrich (1764–1814). Er heiratete am 21. April 1818 in Birkenau Elisabetha Sommer (1797–1860), katholisch, aus Weinheim, der Tochter des Metzgermeisters Matthäus Sommer (1745–1828) und der M. Apollonia Degen. Aus der Ehe gingen acht Töchter und fünf Söhne hervor, von denen aber vier Mädchen und ein Junge im Kindesalter starben.
Er übernahm die väterliche Mühle (die so genannte Carlebach-Mühle) und arbeitete als Müllermeister. Die Carlebach-Mühle war 1461 als „hangende Mühle“ erstmals erwähnt worden und war seit 1756 im Besitz der Familie Kinscherf. 
Valentin Kinscherf, der radikalliberale Positionen vertrat, kandidierte bei den hessischen Landtagswahlen von 1847 für die Zweite Kammer der Landstände des Großherzogtums Hessen. Er wurde Wahlbezirk Starkenburg/Wald-Michelbach in den Landtag gewählt.
Anfang des folgenden Jahres brach die Deutsche Revolution 1848/1849 aus, die von Valentin Kinscherf engagiert unterstützt wurde. Er vertrat das Großherzogtum Hessen im Vorparlament. 
Im Landtag wurden viele Änderungen beschlossen: Die Trennung der Rechtsprechung von der Verwaltung, die Einführung von Schwurgerichten und die Vorbereitung einer neuen Verfassung. Er unterstützte die Märzregierung von Heinrich Karl Jaup. Kinscherf gehörte dem Landtag bis zu dessen Auflösung am 24. Mai 1849 an.
Zur Unterstützung des Putsches von Gustav Struve wurde in Weinheim am 23. September Bahnstrecke Frankfurt am Main–Heidelberg der Main-Neckar-Eisenbahn-Gesellschaft unterbrochen, um Truppentransporte zur Niederschlagung des Aufstands zu verhindern. Valentin Kinscherf war daran nicht beteiligt, wohl aber seine Söhne Joseph und Ferdinand. Nachdem am gleichen Abend ein leer zurückfahrender Militärzug verunglückt war, wobei hoher Sachschaden entstand, wurden Joseph und Ferdinand Kinscherf verhaftet und später zu zwei Jahren Gefängnis verurteilt.